# 明志科技大學
明志科技大學，位於新北市泰山區的一所科技大學，前身為台塑企業創辦人王永慶與王永在於1963年12月設立的「明志工業專科學校」。其設有工程學院、環境資源學院 、管理暨設計學院以及不分院，共四所學院。

## 校史
1960年代，台灣的工業和經濟正逢起步階段，但由於工業中堅幹部不足，為加強人才培育以因應發展所需，台塑企業創辦人王永慶於1963年12月捐資成立「明志工業專科學校」，簡稱明志工專。
明志工專位於新北市泰山區貴子里山麓，佔地62公頃。校名之由來為清乾隆28年閩南貢生胡焯猷所創設的泰山明志書院；而此書院為當時北部文化發源地，因此取名「明志」具有勉勵師生效法先賢，以承先啟後為己任之用意。
「明志工專」於1999年改制為「明志技術學院」，於2004年改名為「明志科技大學」，2007年開放各系所招收女生，2014年開始招收轉學生。目前學生人數約4,400人、教師人數約200人、職員人數110人，設有工程學院、環境資源學院、管理暨設計學院等3個學院，11個研究所碩士班，2個博士班與10個系。

## 學校象徵

### 校訓
由創辦人王永慶先生訂定「勤勞樸實」為校訓。
- 勤勞：意指勤於運用腦力智慧的力量。
- 樸實：簡樸的生活習性和實事求是的工作態度。

### 校徽
明志的校徽是由「明」這個字變形而來，而設計的結構之中，可以任意做180度的旋轉，不論正著看、反著看都是正確的「明」字。意指能因應環境的變遷而不斷創新，同時堅持理想，一本勤勞樸實的初衷，站在技職教育的前端，為社會培養傑出的工程人員以及創意人才。
由於明志科技大學是台塑企業中，三大教育機構之一；因此，在整體標誌的設計上仍依循台塑的集團標誌設計，而在明志的校徽上以紅色突顯，代表明志在台塑企業中即融合又獨樹一格的產學合一、理論實務並重的辦學精神。

### 校歌
校歌是由張志良作詞，劉樹斌作曲。

## 歷任董事長
| 任別 | 姓名   | 任期                  |
| ---- | ------ | --------------------- |
| 1    | 王永慶 | 創校－2006年7月       |
| 2    | 楊定一 | 2006年8月－2018年11月 |
| 3    | 王文淵 | 2018年11月－至今      |

## 歷任校長
| 任別 | 姓名   | 任期                  |
| ---- | ------ | --------------------- |
| 1    | 翁通楹 | 1964年8月－1969年7月  |
| 2    | 丁瑞鉠 | 1969年8月－1970年7月  |
| 3    | 陳履安 | 1970年8月－1972年7月  |
| 4    | 張志良 | 1972年8月－1979年7月  |
| 5    | 陳昭雄 | 1979年8月－1982年7月  |
| 6    | 周文賢 | 1982年8月－1994年7月  |
| 7    | 謝龍發 | 1994年8月－1995年11月 |
| 8    | 程萬行 | 1995年12月－1996年6月 |
| 9    | 林榮泰 | 1996年7月－2002年7月  |
| 10   | 劉祖華 | 2002年8月－2003年7月  |
| 11   | 林榮泰 | 2003年8月－2003年9月  |
| 12   | 劉祖華 | 2003年10月－至今      |

## 組織

### 教學單位
| 通識教育中心 |
| ------------ |

| 語言中心 |
| -------- |

| 工程學院 | 機械工程系暨研究所                                       |
| 工程學院 | 電機工程系暨研究所                                       |
| 工程學院 | 電子工程系暨研究所                                       |
| 工程學院 | 創新科技應用於生物醫學暨醫療照護產品研發國際博士學位學程 |

| 環境資源學院 | 化學工程系（所）暨生化工程研究所 |
| 環境資源學院 | 環境與安全衛生工程系暨研究所     |
| 環境資源學院 | 材料工程系暨研究所               |
| 環境資源學院 | 半導體材料與製程學士學位學程     |
| 環境資源學院 | 環資學院跨領域實務菁英班         |

| 管理暨設計學院 | 工業工程與管理系暨研究所 |
| 管理暨設計學院 | 經營管理系暨研究所       |
| 管理暨設計學院 | 工業設計系暨研究所       |
| 管理暨設計學院 | 視覺傳達設計系暨研究所   |
| 管理暨設計學院 | 國際企業管理碩士學位學程 |
| 管理暨設計學院 | 數位行銷設計學士學位學程 |

| 研究中心開設學位學程 | 工業人工智慧學士學位學程       |
| 研究中心開設學位學程 | 能源電池科技博士學位學程       |
| 研究中心開設學位學程 | 電漿與薄膜工程國際博士學位學程 |

### 研究單位
| 研究單位 | 生化工程技術研發中心 | 電漿與薄膜科技中心         |
| 研究單位 | 中草藥萃取與純化中心 | 有機電子研究中心           |
| 研究單位 | 智慧醫療研究中心     | 人工智慧暨資料科學研究中心 |
| 研究單位 | 智慧載具研發中心     | 可靠度工程研究中心         |
| 研究單位 | 綠色能源電池研究中心 | 環境永續與人類健康研究中心 |

## 教學特色
明志科技大學以全人教育（whole person education）之旨，培養具備勤勞樸實態度、理論與實務並重及終身學習能力之人才。

### 工讀實習
為兼顧理論與實務，實施上課、工讀實習、上課的三明治教學，在學期間校方會安排學生輪流至台塑企業或台塑企業以外建教合作公司參與全職工讀實務實習一年，讓學生從工讀實習中獲得報酬，一方面可減輕家庭經濟負擔、順利完成學業，另一方面透過工讀實習的實務教育，讓學生可以走出書本學習到專業相關之技能及管理實務，並於求學過程中累積至少一年的社會工作經歷。自2006年起所實施之國外工讀實習，為國內大專校院之創舉，實習地區包含美國、中國大陸、瑞士、馬來西亞及越南，迄今境外實習學生人數累積已達592人，為國際化目標向前邁進。

### 服務學習
服務學習課程為明志科大大一學生必修課，服務時數總計為16小時。課程進行分為「服務知能訓練」、「服務進行」、「反思分享」、「成果慶賀」。校方希望透過服務學習的體驗反思，讓學生進而實踐關懷正義、團隊合作及盡責負責等品格。

### 進修推廣
開辦推廣教育學分班、原住民青年技訓班、泰山區市民大學課程、二技進修部、四技進修部、四技在職專班及碩士在職專班。辦理進修推廣的目的在於：以實務教學經驗回饋社會，為技職教育貢獻心力。

### 產學合作
改名為科技大學以後，將「產學合作」列為學校發展重點，整合各學院資源成立特色研究中心，為企業界提供產學研究服務，並且經由實習學生、輔導教師、特色研究中心、產學合作發展中心暨創新育成中心等管道與產業界合作，藉此促使達成教育功能及協助產業界科技能量提升的成效。

### 教師精進
全校助理教授以上高階師資達90%，為提升校內師資品質水準，校方正積極推動教師績效暨適任性評量制度，作為教師升等、聘任及獎勵參考；建立完整教師專長發展升等制度，教師可依循學術研究、技術報告、藝術創作或教學卓越等途徑進行升等；實施彈性薪資，積極延攬及留住優秀師資，安排教學、研究、輔導優良教師進行經驗傳承，促進教師職能提升。此外，鼓勵教師發揮教學創意，設計創新教案，提升教學能力，促進師生互動及強化教學成效。

## 校園生活

### 住校生活
明志科技大學自創校以來均實施全體住校措施，該措施具有「透過團體生活培養學生規律的作息和強健的身心體魄，同時養成健全的人格及品德」之用意。
實施住校生活作息管制：學生每天從早上6:00起床、6:30朝會/晨操（已於109學年度起取消）、7:00晨掃/晨考，經由大學之道、正念靜觀、服務學習、專業（含資訊）證照、英文及運動畢業門檻的課程設計，到第八節課後的社團、讀書會、補救教學、博雅教育、多元文化、職涯規劃講座活動以及23:00就寢，均須遵行。

### 學生宿舍
校區共八棟宿舍，除綜合大樓（六宿）為女生宿舍外，其餘皆為男生宿舍，此外，六宿由於設備及地段特別高級，固有明志小帝寶之稱號。週日至週四23:00為門禁時間，創校至今目前仍然實施全體住校，一宿及圖資大樓地下室設有學生餐廳。住宿經費包含水、電費用，使用冷氣需另外購買冷氣儲值卡。

### 學生餐廳
每學期學餐費包含週一至週五的三餐（週五不提供晚餐），期中、期末考周額外提供宵夜。餐廳設有麵食區、燴飯區、快餐區、自助餐區，餐廳內的白飯、湯、飲料可自由取用無限暢飲。

### 明志書院
為學務處所舉辦的校內讀書運動。明志書院分為「讀書會導師」及「博雅導師」兩類老師帶領討論：「讀書會導師」以各種不同的書籍，引導學生閱讀技巧；「博雅導師」以小型座談會方式，進行生活教育及博雅教育等相關主題的交流與溝通，探討書本以外的世界。此活動採報名參與制度，相關活動規劃均會公告於明志科大網站。

### 服務學習
明志科大設有服務學習中心，辦理「服務學習」課程相關業務。
「服務學習」列為大一必修課程，是為了讓學生走出教室，以服務大眾的態度學習課本以外的事物。整體課程分為四個階段：知能訓練、服務學習、反思以及成果發表。服務學習分為校內以及校外兩部分，服務時數總計16個小時。
執行服務前會讓學生充分瞭解被服務者的需求以及注意事項，並且讓學生在服務過程中學習付出並且自省。最終的成果發表是期望學生能跳脫自己的視野及生活框架，體驗不同的事物與想法。該課程由學長姐擔任課程助理，帶領學弟妹完成服務學習。

### 學生社團
目前校內社團分為學藝/康樂性社團、服務性社團、體育性社團、聯誼性社團，另外還有各系系學會以及學生會，學藝/康樂性社團包含愛樂社、吉他社、國樂社、管樂社、熱舞社、攝影社，生活茶道社，天文研究社，電音研究社，街頭藝術社，卡牌音遊社，鼓藝文化社，韓國舞蹈研究社，咖啡研習社等，服務性社團包含原青社、崇德志工社、親善大使社、慈青社、急救暨野外求生、信望愛社、愛瘋社、動物生命關愛社等，體育性社團包含柔道社、技擊社、飛輪社、羽球社、桌球社、籃球社、排球社、棒壘社、射箭社、拔河社、瑜伽健身社等，聯誼性社團包含Association of International MCUT Students (AIMS)，畢聯會，創新創業研究社團等。社團幹部大部分由大二同學擔任，每年依各社團規定時間交接，學校定期舉辦社團評鑑與社團博覽會。

## 活動

### 台塑企業運動大會
1968年11月12日於明志工專(現明志科技大學)舉辦台塑關係企業第一屆企業運動大會，自此之後定期於明志科技大學舉辦。台塑關係企業運動大會為台塑關係企業的一大盛會，亦是員工、眷屬相互聯繫感情的時刻。運動會競賽項目包含田徑、游泳及各項球類等競賽，並且規劃園遊會、文藝作品展等較靜態的活動供員工、眷屬遊玩、欣賞。

### 志工日
為發揚學校創辦人王永慶先生及王永在先生「取之社會，用之社會」的理念，自98年開始，明志科大將每年十月份最後一個週末訂為「志工日」，鼓勵全體教職員生、眷屬、校友及地方人士等共同參與，藉以緬懷王創辦人「勤勞樸實，就要做有用的事，做有意義的事」之人格典範。

### 永慶盃校園路跑
為紀念學校創辦人王永慶先生及王永在先生，貫徹勤勞樸實明志精神，持續傳統特色，鍛鍊學生強健體魄，每年固定舉辦永慶盃校園路跑，大一、大二、大四同學皆須參加，並且必須在規定時間內到達終點，路跑時間為畢業門檻之一，名次優等的同學另有路跑獎金。校園路跑為每年學校的重要活動。

### 田徑運動會
舉辦在四月底、五月初之際，每年均以各班列隊進場替典禮揭幕。精神錦標有三大項，分別為「班隊精神錦標」、「系精神錦標」以及「院精神錦標」。競賽項目，包含「大隊接力」、「個人短跑」、「跳遠」、「鉛球」等。於校園裡的九族公園會同時舉辦園遊會，藉此帶動整個運動會的熱鬧氣氛，讓明志的學生，在課業匆忙之餘享受片刻悠閒。

### 游泳錦標賽
游泳錦標賽為年度體育競賽項目之一，屬於全校性活動，以班級為單位報名參加。班級參賽同學超過半數該班當日停課一天，各類競賽前三名者更另有獎金嘉許。

## 傑出校友
| 第一屆 (97學年度)傑出校友名單 |          |          |          |          |
| 姓名                          | 畢業系別 | 入學年度 | 畢業年度 | 獲選類別 |
| 林聰明                        | 工管科   | 54       | 59       | 學術類   |
| 黃柏齡                        | 化工科   | 55       | 60       | 工商類   |
| 陳李賀                        | 化工科   | 56       | 61       | 工商類   |
| 蔣至強                        | 化工科   | 61       | 66       | 工商類   |
| 高德燦                        | 電機科   | 62       | 67       | 工商類   |
| 張天民                        | 工管科   | 65       | 70       | 工商類   |

| 第二屆 (98學年度)傑出校友名單 |          |          |          |          |
| 姓名                          | 畢業系別 | 入學年度 | 畢業年度 | 獲選類別 |
| 許逢麒                        | 化工科   | 53       | 58       | 工商類   |
| 謝嵩嶽                        | 化工科   | 55       | 60       | 工商類   |
| 黃建豐                        | 電機科   | 59       | 64       | 工商類   |
| 曹安邦                        | 工管科   | 60       | 65       | 工商類   |
| 陳麗如                        | 護理科   | 72       | 77       | 工商類   |
| 游萬來                        | 工設科   | 54       | 59       | 學術類   |
| 吳萬益                        | 機械科   | 55       | 60       | 學術類   |
| 廖慶榮                        | 工管科   | 64       | 69       | 學術類   |

| 第三屆 (99學年度)傑出校友名單 |          |          |          |          |
| 姓名                          | 畢業系別 | 入學年度 | 畢業年度 | 獲選類別 |
| 王定棟                        | 機械科   | 53       | 58       | 工商類   |
| 李肯堂                        | 化工科   | 53       | 58       | 工商類   |
| 王福臨                        | 機械科   | 59       | 64       | 工商類   |
| 李杜榮                        | 工管科   | 67       | 72       | 工商類   |
| 莊明振                        | 工設科   | 54       | 59       | 學術類   |
| 陳信龍                        | 化工科   | 72       | 77       | 學術類   |

| 第四屆 (101學年度)傑出校友獲選名單 |          |          |          |          |
| 姓名                               | 畢業系別 | 入學年度 | 畢業年度 | 獲選類別 |
| 呂理鎮                             | 機械科   | 56       | 61       | 工商類   |
| 孔祥雲                             | 化工科   | 56       | 61       | 工商類   |
| 張長義                             | 工管科   | 59       | 64       | 工商類   |
| 林榮泰                             | 工設科   | 57       | 62       | 學術類   |

| 第五屆 (102學年度)傑出校友獲選名單 |          |          |          |          |                             |
| 姓名                               | 畢業系別 | 入學年度 | 畢業年度 | 獲選類別 | 現任                        |
| 吳耀禎                             | 機械科   | 53       | 58       | 工商類   | 封固企業股份有限公司 董事長 |
| 陳貞波                             | 化工科   | 53       | 58       | 工商類   | 大展五金有限公司 總經理     |
| 江明衛                             | 工管科   | 55       | 60       | 工商類   | 貫理工業股份有限公司 董事長 |
| 許天健                             | 工設科   | 57       | 62       | 工商類   | 歐雅壁紙集團 總經理         |
| 李文乾                             | 化工科   | 61       | 66       | 學術類   | 中正大學化工系 教授         |

| 第六屆 (103學年度)傑出校友獲選名單 |          |          |          |            |                                           |
| 姓名                               | 畢業系別 | 入學年度 | 畢業年度 | 獲選類別   | 現任                                      |
| 劉端祺                             | 化工科   | 55       | 60       | 學術類     | 台灣科技大學化工系 教授                   |
| 羅明                               | 纖維科   | 61       | 67       | 學術類     | 台灣科技大學色彩與影像科技研究所 講座教授 |
| 馮振復                             | 機械科   | 66       | 71       | 工商類     | 旭正機械股份有限公司 董事長               |
| 陳秘順                             | 工管科   | 67       | 72       | 文化貢獻類 | 經濟部商業司 副司長                       |
| 許景翔                             | 化工科   | 83       | 88       | 優秀青年類 | 優勝奈米科技有限公司 總經理               |
| 王復民                             | 化工科   | 84       | 89       | 優秀青年類 | 臺灣科技大學國際事務處大陸事務辦公室 主任 |

| 第七屆 (104學年度)傑出校友獲選名單 |            |          |          |            |                                             |
| 姓名                               | 畢業系別   | 入學年度 | 畢業年度 | 獲選類別   | 現任                                        |
| 郭憲章                             | 五專纖維科 | 60       | 65       | 學術類     | 實踐大學 講座教授                           |
| 林丙輝                             | 五專工管科 | 64       | 69       | 學術類     | 中興大學 副校長                             |
| 黃信義                             | 五專化工科 | 53       | 58       | 工商類     | 南亞塑膠工業股份有限公司 纖維事業部副總經理 |
| 陸龍生                             | 五專化工科 | 58       | 63       | 工商類     | 光洋化學應用材料科技(昆山)有限公司 董事     |
| 陳岱樺                             | 五專電機科 | 76       | 81       | 工商類     | 仕霖集團總裁兼執行長                        |
| 馮憲平                             | 五專化工科 | 78       | 83       | 優秀青年類 | 香港大學機械工程系 助理教授                 |
| 劉舜維                             | 二技機械科 | 88       | 90       | 優秀青年類 | 明志科技大學電子工程系 副教授               |

| 第八屆 (105學年度)傑出校友獲選名單 |            |          |          |          |                                           |
| 姓名                               | 畢業系別   | 入學年度 | 畢業年度 | 獲選類別 | 現任                                      |
| 黎文龍                             | 五專機械科 | 57       | 62       | 學術類   | 台北科技大學 代理校長                     |
| 陳正中                             | 五專機械科 | 57       | 62       | 工商類   | 德麥貿易有限公司 董事長                   |
| 湯潤濶                             | 五專機械科 | 64       | 69       | 工商類   | 威潤科技 董事長                           |
| 洪錦魁                             | 五專機械科 | 65       | 70       | 工商類   | 台灣深石數位科技總經理 美國SSE公司 總經理 |
| 張明智                             | 五專電機科 | 66       | 71       | 工商類   | 仁寶電腦全球營運事業群 總經理             |

| 第九屆 (107學年度)傑出校友獲選名單 |            |          |          |            |                                                                             |
| 姓名                               | 畢業系別   | 入學年度 | 畢業年度 | 獲選類別   | 現任                                                                        |
| 張復寧                             | 五專機械科 | 58       | 63       | 工商類     | 台塑河靜鋼鐵興業責任有限公司 總經理                                         |
| 林善志                             | 五專電機科 | 59       | 64       | 工商類     | 台塑關係企業總管理處總經理室 總經理                                         |
| 黃瑞沐                             | 五專機械科 | 61       | 66       | 工商類     | 彰化銀行總經理                                                              |
| 施俊銘                             | 五專化工科 | 57       | 62       | 社會貢獻類 | 美國Granwell Products,Inc.創辦人                                            |
| 袁國浩                             | 五專工設科 | 54       | 59       | 人文藝術類 | 專業畫家                                                                    |
| 黃鴻程                             | 五專機械科 | 74       | 79       | 行誼典範類 | 國立臺灣師範大學進修推廣學院執行長 財團法人快樂陽光文教基金會執行長、董事長 |
| 陳冠義                             | 五專工設科 | 80       | 85       | 優秀青年類 | 黑雲信息技術 有限公司創辦人                                                 |
| 黃博煒                             | 五專電機科 | 100      | 105      | 優秀青年類 | 生命教育講師                                                                |

## 姊妹校締結
| 亞洲地區   |                                     |
| 中国       | 北京科技大學                        |
| 中国       | 江南大學                            |
| 日本       | 日本芝浦工業大學                    |
|            | 明知大學                            |
| 菲律賓     | 德拉薩爾大學                        |
| 菲律賓     | 帕隆蓬理工學院                      |
| 菲律賓     | 聖卡洛斯大學                        |
| 菲律賓     | 聖名大學                            |
| 泰國       | 拉卡邦先皇技術學院                  |
| 泰國       | 藝術大學                            |
| 泰國       | 湄洲大學                            |
| 泰國       | 瑪哈沙拉堪大學                      |
| 泰國       | 蒙庫國王科技大學                    |
| 泰國       | 孔敬大學                            |
| 泰國       | 宋卡王子大學                        |
| 泰國       | 清邁大學                            |
| 泰國       | 北曼谷國王科技大學                  |
| 越南       | 峴港科學教育大學                    |
| 越南       | 峴港經濟大學                        |
| 越南       | 交通運輸技術大學                    |
| 越南       | 胡志明市經濟財政大學                |
| 越南       | 和平大學                            |
| 越南       | 國民經濟大學                        |
| 越南       | 胡志明市經濟大學                    |
| 越南       | 興安師範技術學院                    |
| 马来西亚   | 管理與科技大學                      |
| 马来西亚   | 馬來亞大學                          |
| 马来西亚   | 馬來西亞博特拉大學                  |
| 马来西亚   | 英迪國際大學                        |
| 马来西亚   | 彭亨大學                            |
| 印度       | 聖雄甘地大學                        |
| 印度       | 卡爾帕甘高等教育學院                |
| 印度       | 邦加羅爾總統大學                    |
| 印度       | 維爾科技大學                        |
| 印度       | 達亞南達薩加爾大學                  |
| 印度       | 昌迪加爾大學                        |
| 印度尼西亞 | 廖內大學                            |
| 印度尼西亞 | 安達拉斯大學                        |
| 印度尼西亞 | 巴東資訊與電腦管理學院              |
| 印度尼西亞 | 壇庫壇布沙英雄大學                  |
| 印度尼西亞 | 環球大學                            |
| 印度尼西亞 | 瀾滄昆明大學                        |
| 印度尼西亞 | 巴東工業技術學院                    |
| 印度尼西亞 | 信息及計算機管理學院                |
| 印度尼西亞 | 海王阿里哈吉大學                    |
| 印度尼西亞 | 佔碑理工學院                        |
| 印度尼西亞 | 巴淡島州立理工學院                  |
| 印度尼西亞 | 百度拉瑪大學                        |
| 印度尼西亞 | 巴東理工學院                        |
| 印度尼西亞 | 阿卜杜拉大學                        |
| 印度尼西亞 | 廖內伊斯蘭大學                      |
| 印度尼西亞 | 伊斯蘭教關丹辛格基大學              |
| 印度尼西亞 | 加德士廖內理工學院                  |
| 印度尼西亞 | 南都高中                            |
| 印度尼西亞 | 柯利達瓦加納基督教大學              |
| 印度尼西亞 | 巴淡國際大學                        |
| 印度尼西亞 | 世界大學                            |
| 印度尼西亞 | 泗水巴央卡拉大學                    |
| 印度尼西亞 | 瑪拉拿達基督教大學                  |
| 印度尼西亞 | 泗水理工學院                        |
| 印度尼西亞 | SRM大學-AP校區                      |
| 印度尼西亞 | 明古魯大學(續約)                    |
| 印度尼西亞 | 象頭神教育大學                      |
| 歐洲地區   |                                     |
| 歐洲       | 歐洲科技大學聯盟EUt+                |
| 捷克       | 西波西米亞大學                      |
| 乌克兰     | 基輔大學                            |
| 波蘭       | 下西里西亞省大學                    |
| 奥地利     | 萊奧本公立大學                      |
| 匈牙利     | 聖伊什特大學                        |
| 德国       | 埃爾賓塞爾威廉斯堡大學              |
| 德国       | 施馬爾卡爾登應用科學大學            |
| 德国       | 阿沙芬堡應用科技大學                |
| 德国       | 達姆斯塔特應用科學大學              |
| 法國       | 生物學產業大學                      |
| 法國       | 國立應用科學學院魯昂分校            |
| 法國       | 巴黎高等電子與電工技術工程師學院    |
| 法國       | 芬奇大學中心萊昂納多                |
| 法國       | 昂熱高等管理學院                    |
| 法國       | 布列斯特工程學院                    |
| 法國       | 高等教育機構-傳播學院與數位藝術學院 |
| 希腊       | 阿爾巴研究商學院                    |
| 西班牙     | 穆爾西亞聖安東尼奧天主教大學        |
| 西班牙     | 科爾多瓦大學                        |
| 西班牙     | 加泰隆尼亞理工大學                  |
| 西班牙     | 龐貝大學附設艾利薩瓦設計學院(續約)  |
| 瑞士       | 西瑞士應用科技大學                  |
| 芬兰       | 奧盧應用科學大學                    |
| 北美洲地區 |                                     |
| 美国       | 波莫納加州州立理工大學              |
| 美国       | 羅伯特莫里斯大學                    |
| 美国       | 伊利諾大學春田分校                  |
| 美国       | 德克薩斯大學阿靈頓分校              |
| 美国       | 辛辛那提大學                        |
| 美国       | 北伊利諾大學                        |
| 加拿大     | 紐芬蘭紀念大學                      |
| 南美洲地區 |                                     |
|            | 舊金山基多大學                      |
| 巴西       | 聖保羅大學                          |
| 大洋洲地區 |                                     |
|            | 科廷大學                            |

## 外部連結
- 明志科技大學 （页面存档备份，存于）
- 明志校友會 （页面存档备份，存于）
- 台塑企業 （页面存档备份，存于）